# Chipspeech
Chipspeech es un sintetizador de voz desarrollado por plogue.
Es un programa independiente y también está disponible como un plugin VST.
Existen 2 versiones, la de prueba (si este sintetizador no está registrado, cada sesión será restringida a 4 minutos máximo y no se permitirá guardar el proyecto) y la paga, la cual tiene un precio de $75.

## Descripción
chipspeech es un sintetizador de voz de estilo vintage que recrea el sonido de las fichas de síntesis de voz famosa de los años 80. Cuenta con 8 voces diferentes, cada uno con su propio timbre característico. Está especialmente diseñada para las necesidades musicales - simplemente escriba en sus letras, y luego jugar en su teclado MIDI. Es un verdadero sintetizador, el sonido puede ser ampliamente modificado para performances fácil y expresiva también cuenta con un circuito de flexión emulación, lo que le permite no sólo recrear el sonido loco y caótico de un circuito inclinó TI dispositivo hablando, sino también utilizarlo en una controlada , forma musical.

## Voces
Una vez adquirido el programa se puede escoger entre 8 cantante diferentes.
- 01: Bert Gotrax
- 02: Lady Parsec / HD
- 03: Otto Mozer
- 04: Dandy 704
- 05: Dee Klatt
- 06: Spencer AL2
- 07: Terminal 99
- 08: VOSIM
- 09: CiderTalk'84
- 10: Rotten.ST
- 11: SAM
- 12: VODER

## Alter/Ego
Alter/Ego es un programa gratuito muy parecido a Chipspeech desarrollado igual por Plogue que incluye su propio vocal "Daisy".
Pronto saldrían más voces para esta versión.
Se sabe que la cantante virtual francesa ALYS, posee un banco para esta plataforma desde el 2016.